# Cờ Benelux
Cờ của Benelux là một cờ không chính thức được ủy nhiệm bởi Ủy ban Hợp tác Bỉ-Hà Lan-Luxembourg vào năm 1951. Nó là sự kết hợp của các quốc kỳ của ba nước thành viên: Bỉ, Hà Lan và Luxembourg. Dải màu đỏ được lấy từ cờ của Luxembourg, dải màu xanh là từ cờ của Hà Lan, và dải màu đen và con sư tử màu vàng được lấy từ huy hiệu của Bỉ. Con sư tử cũng đại diện cho khu vực Vùng đất thấp nói chung, vì mỗi quốc gia thành viên đều có một huy hiệu với một con sư tử nằm trên chân trái (Leo Belgicus), mà trong thế kỷ 17 đã biểu tượng hóa Bếnelux như một toàn thể hoặc một phần.